# Bjorn Selander
Bjorn Selander (Hudson, 28 de enero de 1988) es un ciclista estadounidense.
Debutó como profesional en 2009 en el Trek Livestrong, equipo filial sub-23 del RadioShack. Pasó a este en 2010 donde estuvo dos temporadas. En 2012 fichó por el equipo canadiense  SpiderTech powered by C10 y tras la desaparición de este pasó al Optum-Kelly Benefit Strategies.

## Palmarés
2008
- 1 etapa del Tour de Belice

## Resultados en Grandes Vueltas
| Carrera         | 2009 | 2010 | 2011  | 2012 | 2013 | 2014 | 2015 | 2016 |
| --------------- | ---- | ---- | ----- | ---- | ---- | ---- | ---- | ---- |
| Giro de Italia  | -    | -    | 129.º | -    | -    | -    | -    | -    |
| Tour de Francia | -    | -    | -     | -    | -    | -    | -    | -    |
| Vuelta a España | -    | -    | -     | -    | -    | -    | -    | -    |

-: no participa
Ab.: abandono